# Le Ballon sorcier
Pour plus de détails, voir Fiche technique et Distribution.
Le Ballon sorcier (De bal) est un film belge réalisé par Danny Deprez, sorti en 1999.

## Synopsis
Sophia, 11 ans, est solitaire et est embêtée par une bande de gamins qui a investi un terrain vague dans lequel vit son seul ami, le chien errant Mingus. Elle apprend qu'un chantier va avoir lieu sur le terrain et que le chien est menacé d'être piqué. Elle rencontre alors un gitan qui lui offre un ballon aux pouvoir mystérieux.

## Fiche technique
- Titre : Le Ballon sorcier
- Titre original : De bal
- Réalisation : Danny Deprez
- Scénario : Danny Deprez et Jean-Claude Van Rijckeghem
- Musique : Vincent D'Hondt
- Photographie : Piotr Kukla
- Montage : Jeroen Planting, Neil Skeet et Ludo Troch
- Production : Jean-Claude Van Rijckeghem, Rudi Teichmann et Matthijs van Heijningen
- Société de production : A Private View, AVRO Television, B&T Film, Canal+, Sigma Pictures Productions et TiMe Film- und TV-Produktions
- Société de distribution : GBK (France)
- Pays de production:  Belgique,  Pays-Bas,  Allemagne et  France
- Genre : drame, fantastique
- Durée : 90 minutes
- Dates de sortie : 
  - Belgique : 15 septembre 1999 (Film by the Sea Film Festival)
  - France : 12 avril 2000

## Distribution
- Martje Ceulemans : Sophia
- Jonas De Ro : Romeo
- Matthias Meersmans : Peter
- Jan Verschuren : Eddy
- Maarten Adriaenssens : Diesel
- Dalilla Hermans : Cleo
- Hilde Van Mieghem : Anne
- Rijk de Gooyer : Carlow
- Michael Pas : Vermeer
- Ernst Löw : Sweetlove
- Robert Borremans : le directeur de l'école

## Accueil
Christophe Carrière pour Première évoque la mise à profit des techniques d'animation de Danny Deprez et le sens de conteur de Jean-Claude Van Rijckeghem. François Gorin pour Télérama regrette quant à lui « des effets spéciaux assez frustes ».